# Jon Walmsley
Pour les articles homonymes, voir Walmsley.
Jon Walmsley est un acteur et compositeur britannique né le 6 février 1956 à Lancashire (Royaume-Uni).

## Filmographie

### Comme acteur
- 1968 : The One and Only, Genuine, Original Family Band : Quinn Bower
- 1968 : Winnie l'ourson dans le vent : Chistopher Robin (voix)
- 1971 : The Homecoming: A Christmas Story (TV) : Jason
- 1977 : Les Aventures de Winnie l'ourson (The Many Adventures of Winnie the Pooh) : Christopher Robin (Blustery Day) (voix)
- 1979 : Dinky Hocker (TV) : Tucker Woolf
- 1982 : A Wedding on Walton's Mountain (TV) : Jason Walton
- 1982 : Mother's Day on Waltons Mountain (TV) : Jason Walton
- 1982 : A Day for Thanks on Walton's Mountain (TV) : Jason Walton
- 1985 : Waiting to Act : Jon
- 1993 : A Walton Thanksgiving Reunion (TV) : Jason
- 1995 : A Walton Wedding (TV) : Jason
- 1997 : A Walton Easter (TV) : Jason Walton

### Comme compositeur
- 2000 : For the Love of May